# TVP Dokument
TVP Dokument – polska stacja telewizyjna Telewizji Polskiej przeznaczona do emisji filmów dokumentalnych. Stacja rozpoczęła nadawanie 19 listopada 2020 roku.
TVP Dokument jest nadawany wyłącznie w jakości HD. Jego sygnał jest udostępniany sieciom kablowym, drogą satelitarną oraz na szóstym multipleksie naziemnej telewizji cyfrowej (MUX 6).
Redaktorem naczelnym kanału został Tomasz Piechal.

## Dostępność
W pierwszym miesiącu emisji kanału nadawca udostępnił go m.in. na Platformie Canal+, u operatorów UPC, TOYA oraz kilkudziesięciu innych, w tym: Asta-Net, Telpol, Chopin Telewizja Kablowa, Promax, SatFilm, TVK Toruń, Petrus. W dniu startu emisji kanał umieszczono na pozycji 86 multipleksu testowego naziemnej telewizji cyfrowej w technologii DVB-T2/HEVC dostępnego wówczas w Warszawie, Gdańsku, Katowicach, Krakowie i Poznaniu. 30 marca 2021 roku stacja znalazła się w ofercie operatorów Vectra, Jambox oraz Multimedia Polska. 7 grudnia 2021 roku stację zaczęła oferować także Inea, a w 2022 roku T-Mobile Magenta TV. 1 lutego 2023 roku program udostępniony został na szóstym multipleksie naziemnej telewizji cyfrowej (MUX 6) w standardzie DVB-T2/HEVC. 1 czerwca 2023 roku sygnał stacji został udostępniony w serwisie internetowym i aplikacji TVP VOD. Stacja znalazła się także w ofercie TVP GO.

## Cykle wyprodukowane na zlecenie TVP Dokument
- Barbara Włodarczyk zaprasza – autorska audycja dziennikarki i dokumentalistki Barbary Włodarczyk. Podczas rozmów ze swoimi gośćmi – ekspertami i twórcami filmów – prezentuje ona widzom szerszy kontekst produkcji podejmujących tematy najważniejszych wydarzeń i problemów społeczno-politycznych ze świata[10].
- Wielkie rodziny – dziesięcioodcinkowy serial dokumentalny (reż. Grzegorz Szczepaniak) opowiadający historię czterech rodzin wielodzietnych mieszkających w Polsce[11].
- Tatarzy polscy – ośmioodcinkowy serial dokumentalny (reż. Natasza Ziółkowska-Kurczuk) przybliżający życie współczesnych członków tatarskiej mniejszości etnicznej w Polsce[12].
- Portrety dokumentalne – wieloodcinkowy cykl skupiający się wokół sylwetek polskich filmowców zajmujących się sztuką dokumentu[13]. Reżyserką cyklu jest Agnieszka Wąsikowska.
- Polskie dziedzictwo – dziesięcioodcinkowy cykl dokumentalno-historyczny opowiadający o polskim dziedzictwie kulturowym znajdującym się na Litwie i Ukrainie. Popularyzator historii Stefan Tompson ukazuje miejsca będące pozostałościami po I Rzeczypospolitej[14]. Reżyserem serii jest Maciej Kłobucki.
- Historie wileńskie – dziesięcioodcinkowy cykl będący portretem polskiej mniejszości na Litwie[15]. Reżyserem serii jest Wojciech Klimala.
- Lena na Bałkanach – dziesięcioodcinkowa seria podróżnicza, w której dziennikarka i podróżniczka Lena Urbańska zabiera widzów na wyprawę po Półwyspie Bałkańskim[16]. Reżyserem cyklu jest Konrad Zagórski.

## Logo TVP Dokument
| Okres                | Opis | Grafika |
| -------------------- | --- | ------- |
| od 19 listopada 2020 | Ciemnoniebieskie logo Telewizji Polskiej, poniżej również ciemnoniebieski napis „DOKUMENT”, ale litera „O” zastąpiona charakterystyczną grafiką przypominającą oko. Żadna oficjalna wersja logo nie posiada liter „HD” (ponieważ wersja HD jest bazową rozdzielczością obrazu kanału), podobnie jak w przypadku m.in. TVP Kultura i TVP Info. |         |